# Giorgio Trestini
Giorgio Trestini (* 26. März 1937 in Castenaso) ist ein italienischer Schauspieler.

## Leben
Trestini besuchte die „Accademia Antoniana“ und spielte zu Beginn der 1960er Jahre im Ensemble um Giorgio De Lullo, Rossella Falk und Alida Valli, später neben Franco Enriquez und Valeria Moriconi. Viel Resonanz erhielt 1971 seine Darstellung im zweiten Teil der „Mühle am Po“ unter Sandro Bolchi. Er gilt als einer der großen Theaterschauspieler Bolognas und inszenierte auch das nahezu zwanzig Jahre aufgeführte „L'amore di gruppo“ am Teatro Bibiena. Daneben schrieb er zwei Stücke, L'amore diabolico und L'amore scientifico. Für den Bildschirm arbeitete er oft mit Regisseur Salvatore Nocita zusammen und begann 1972 auch mit Auftritten in Kinofilmen. Seine große und robuste Erscheinung ließen ihn oft die Parts bedrohlicher, oftmals von starken Gefühlen getriebenen Nebenfiguren übernehmen; in seiner späteren Karriere war er für zahlreiche erfolgreiche Filme in bemerkenswerten Gastrollen engagiert.

## Filmografie (Auswahl)
- 1971: Bratpfanne Kaliber 38 (…e alla fine lo chiamarono Jerusalem l'implacabile)
- 1972: Drei Vaterunser für vier Halunken (Il grande duello)
- 1972: Milano Kaliber 9 (Milano calibro 9)
- 1974: Das Leichenhaus der lebenden Toten (Non si deve profanare il sonno dei morti)
- 1982: Das Schlitzohr vom Highway 101 (Delitto sull’autostrada)
- 1982: Giuseppe Verdi – Eine italienische Legende (Verdi)
- 1989: Heimlich, still und leise (Il decimo clandestino)